# Bersi Skáldtorfuson

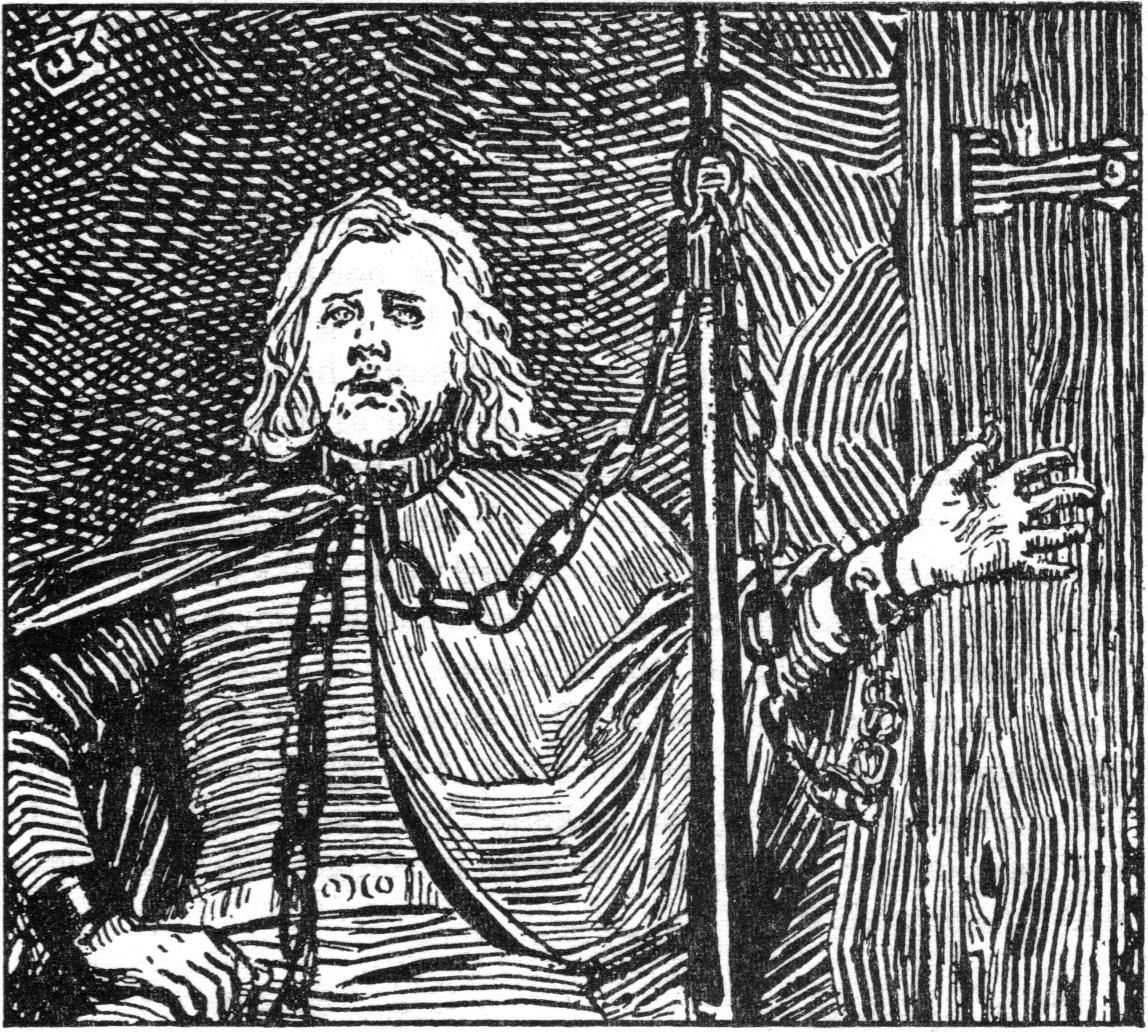
Bersi encadenat després de ser capturat per Olaf II el Sant

Bersi Skáldtorfuson (m. 1030) fou un skald i viking d'Islàndia al segle xi, poeta de la cort del jarl de Lade Sveinn Hákonarson. Participà en la batalla de Nesjar i el capturaren les tropes d'Olaf II el Sant; durant la captivitat compongué tres de les quatre úniques estrofes que han sobreviscut de la seua producció poètica. Després passà al servei d'Olaf II i hi conegué un altre skald, Sigvartr Pordarson, que l'acompanyaria en la seua peregrinació a Roma.
Bersi també estigué un temps al servei de Canut II de Dinamarca, i Sigvatr Þórðarson li dedicà un vers després d'haver rebut tots dos regals del rei. A part de les sagues reials Bersi apareix amb un paper secundari en la Saga de Grettir.
Se li ha atribuït un lausavísur en alguns fragments de la Saga de sant Olaf de Styrmir Kárason, tot i que aquesta estrofa també s'atribueix a Sigvatr Poroarson en Heimskringla i a Óttarr Svarti en altres sagues sobre sant Olaf. L'obra de Styrmir ofereix informació sobre Bersi al servei d'Olaf II i indica que morí el 1030.
La mare de Bersi, Skáld-Torfa, sembla que també fou skald, però no s'ha conservat res de la seua obra.